# Tres Fronteras

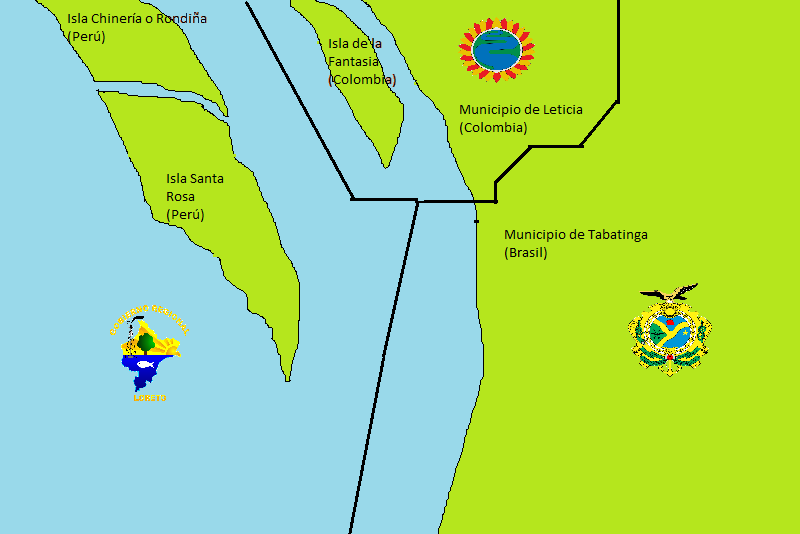
Geopolitische Karte des Dreiländerecks

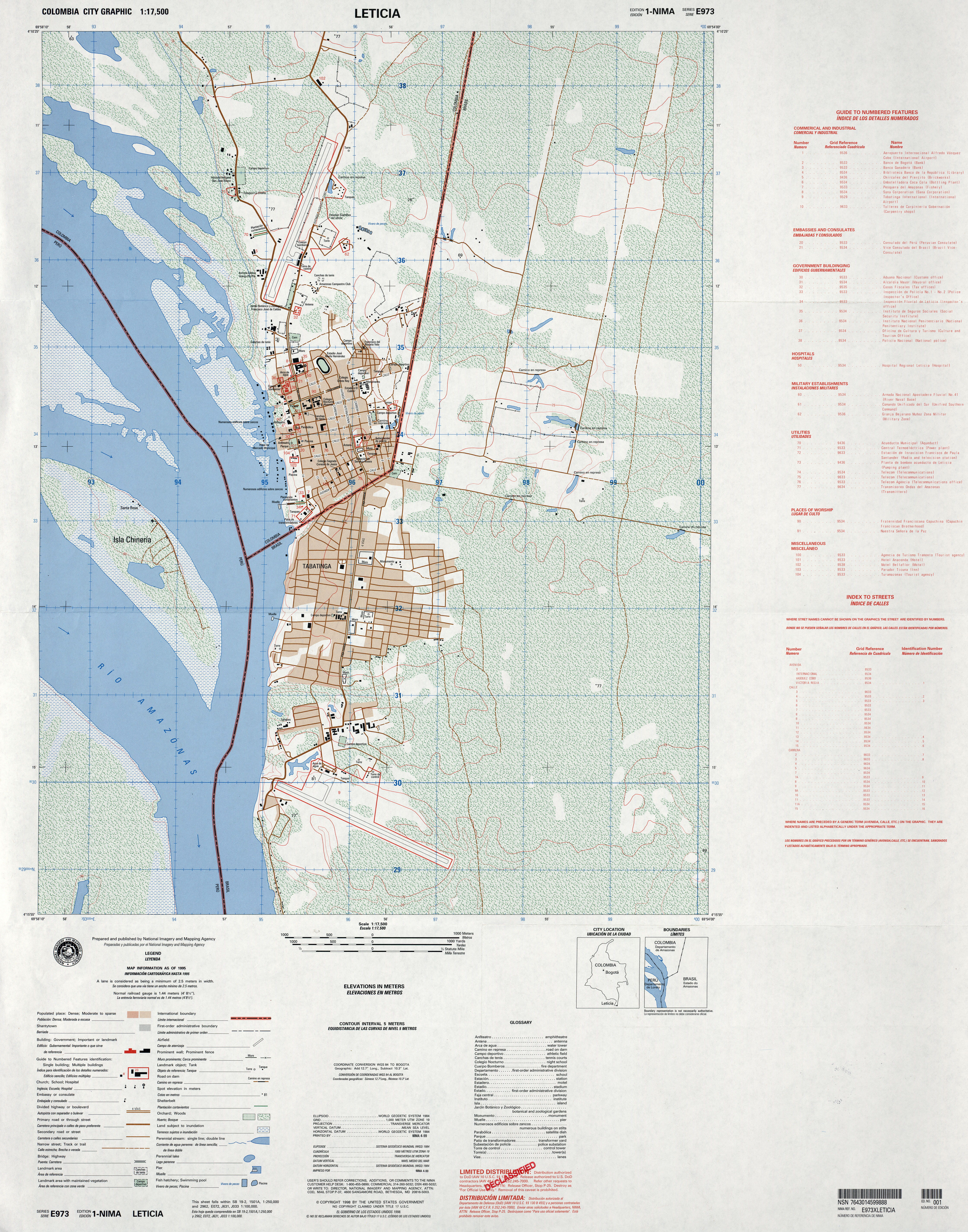
Leticia und Tabatinga, 1995

Tres Fronteras (spanisch für "Drei Grenzen", portugiesisch Tríplice Fronteira, Três Fronteiras) wird das Grenzgebiet zwischen Brasilien, Peru und Kolumbien (ein Dreiländereck) im Amazonasbecken genannt.
Die drei am Amazonas gelegenen, zusammengewachsenen Grenzstädte Leticia (Kolumbien), Santa Rosa (Peru) und Tabatinga (Brasilien) haben zusammen circa 100.000 Einwohner. Die Städte Leticia und Tabatinga sind durch eine Landgrenze getrennt, während das Dorf Santa Rosa durch eine Flussgrenze getrennt ist. Santa Rosa befindet sich auf einer Insel.
1922 wurde die Grenzziehung des Gebietes durch den Vertrag von Salomón-Lozano geregelt. Da Peru in diesem Vertrag Vorteile für Kolumbien sah, kam es 1932 zum Leticia-Krieg, der 1933 in eine einstweilige Verwaltung des Gebietes durch den Völkerbund mündete. Nach einem bilateralen Vertrag unter Vermittlung Brasiliens wurde Leticia 1934 wieder an Kolumbien übergeben, aber Peru der freie Zugang zu Amazonas und Río Putumayo garantiert und Rechtsfragen der Flussschifffahrt geklärt.